# Castri di Lecce
Castri di Lecce is een gemeente in de Italiaanse provincie Lecce (regio Apulië) en telt 3010 inwoners (31-12-2011). De oppervlakte bedraagt 12,2 km², de bevolkingsdichtheid is 252 inwoners per km².

## Demografie
Castri di Lecce telt ongeveer 1133 huishoudens. Het aantal inwoners steeg in de periode 1991-2001 met 1,8% volgens cijfers uit de tienjaarlijkse volkstellingen van ISTAT.
| Jaar | Inwoneraantal |
| ---- | ------------- |
| 1991 | 3058          |
| 2001 | 3112          |
| 2011 | 3010          |

## Geografie
Castri di Lecce grenst aan de volgende gemeenten: Calimera, Caprarica di Lecce, Lizzanello en Vernole.

## Galerij

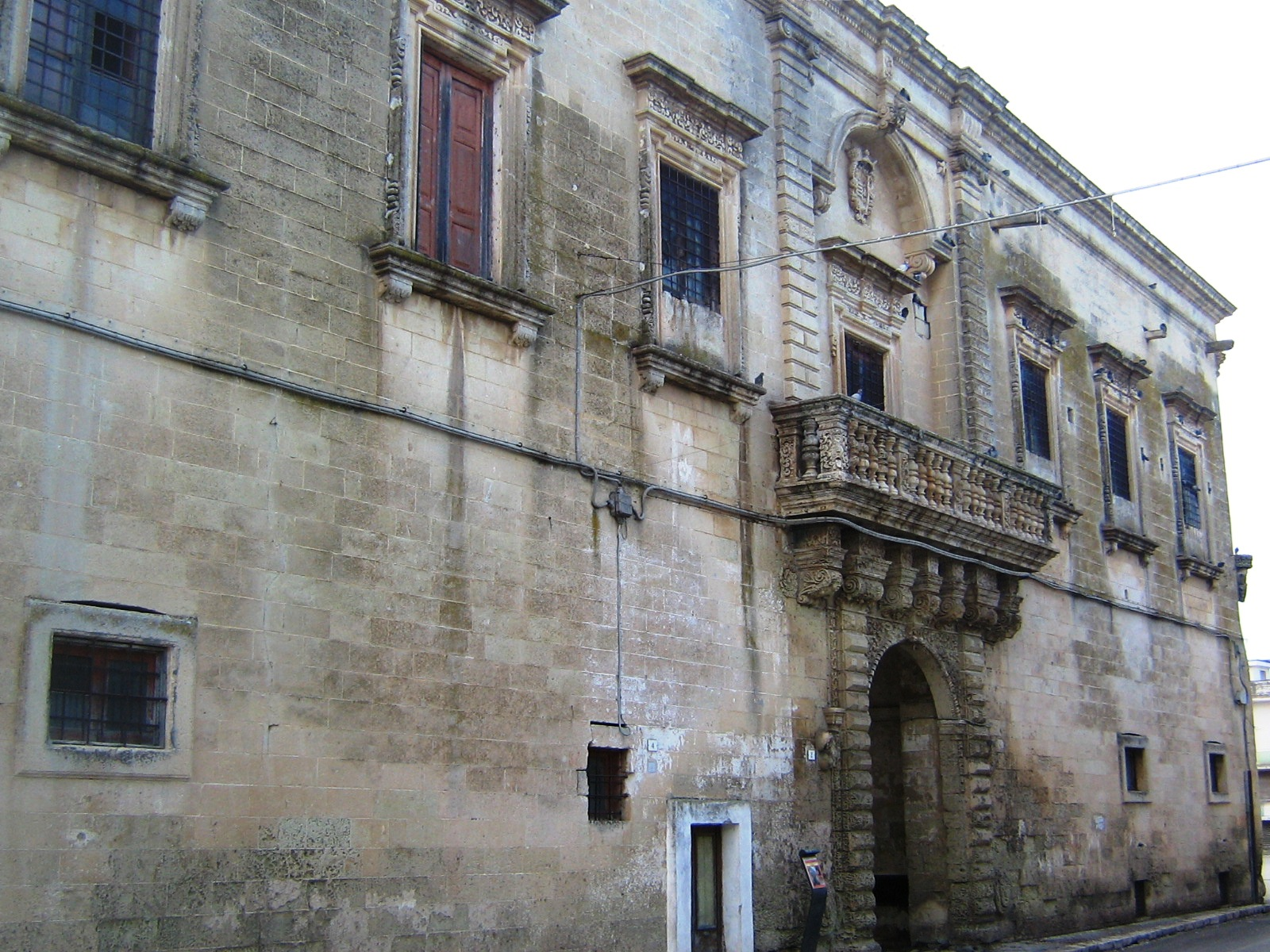
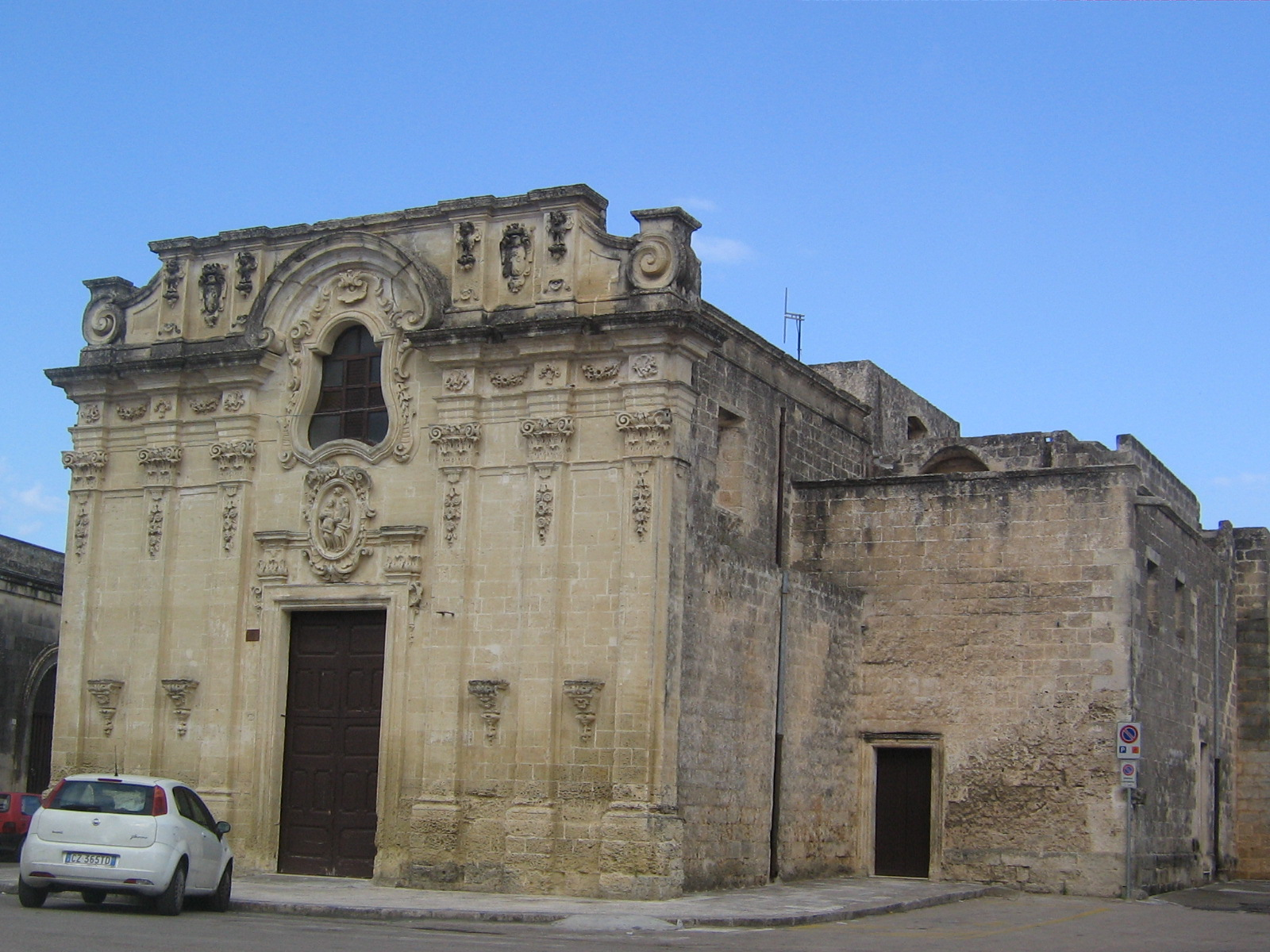
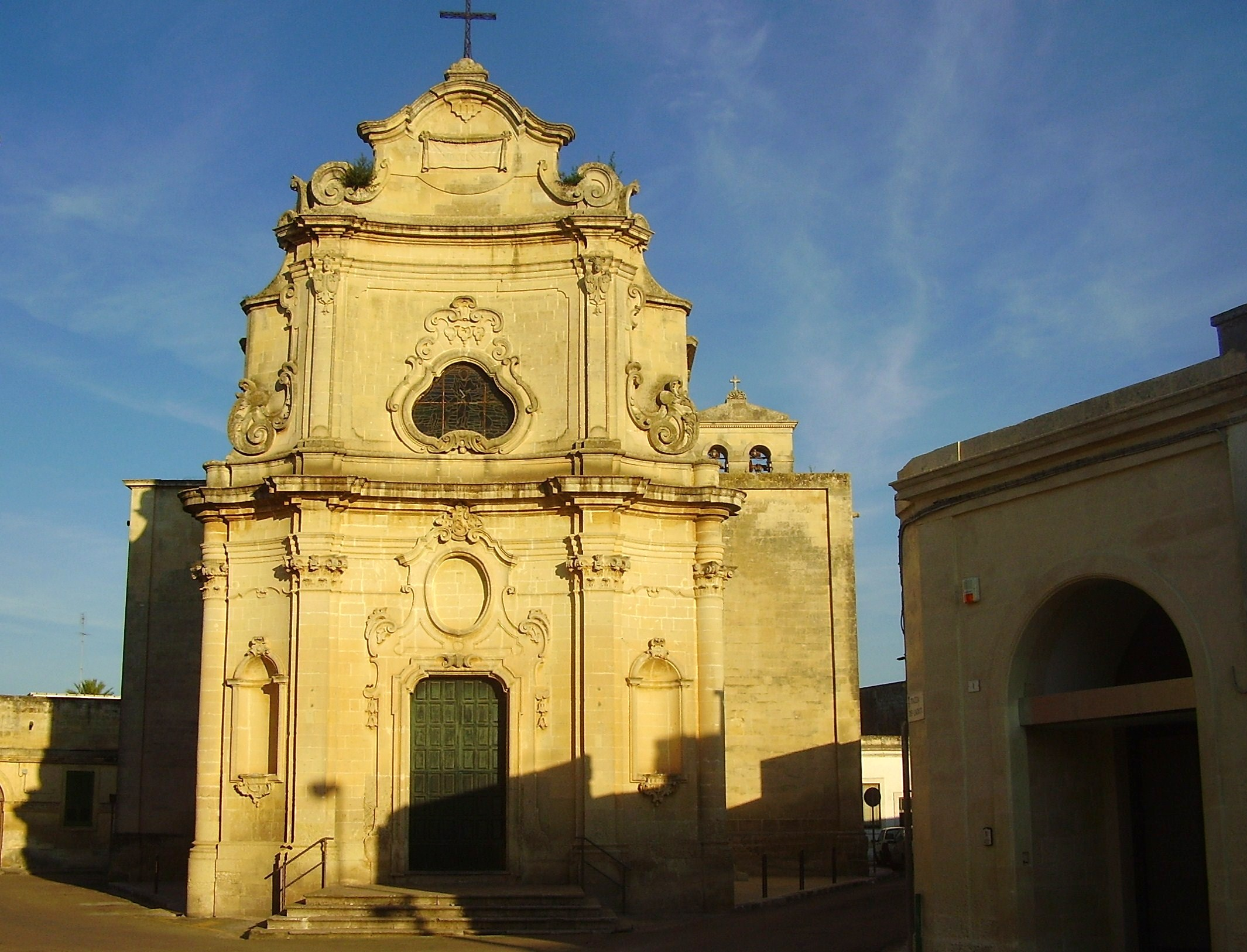
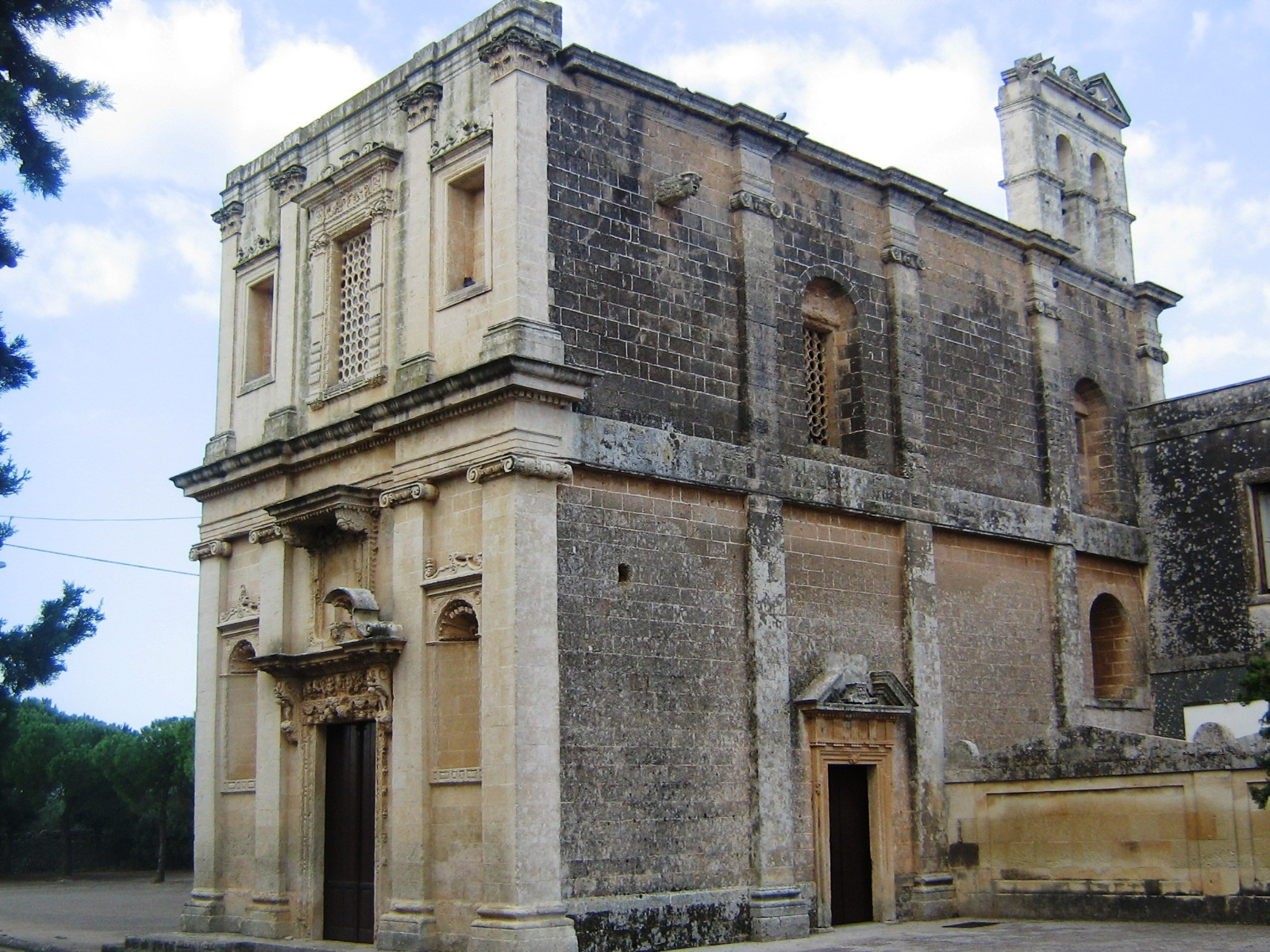